# Branka Veselinović
Branka Veselinović (Бранка Веселиновић), srbska igralka, * 16. september 1918, Stari Bečej, Avstro-Ogrska, † 8. februar 2023, Beograd, Srbija.
Branka Veselinović je bila najstarejša živeča in tudi še aktivna srbska igralka, katere kariera je trajala več kot 80 let. Na svoji igralski poti je nastopila v več kot 100 predstavah in več kot 50 filmih. Bila je tudi ambasadarka UNICEFa.